# Gerd Hornberger
Gerd Hornberger, född 17 februari 1910 i Waldfischbach i Bayern (Bayerska Pfalz), död 13 september 1988 i Waldfischbach i Rheinland-Pfalz, var en tysk friidrottare.
Hornberger ingick i det tyska lag som blev Europamästare 1934 på 4 x 100 meter. Övriga lagmedlemmar var Egon Schein, Erich Borchmeyer och Erwin Gillmeister. Två år senare blev Hornberger olympisk bronsmedaljör på 4 x 100 meter vid sommarspelen 1936 i Berlin.